# جوب هاريمان
جوب هاريمان هو سياسي أمريكي، ولد في 1861 في مقاطعة كلينتون في الولايات المتحدة، وتوفي في 1925. نشط حزبياً في الحزب الاشتراكي الأمريكي.

## وصلات خارجية
- جوب هاريمان على موقع الموسوعة البريطانية (الإنجليزية)